# Bairiki
Bairiki ist eine Insel und zugleich einer der wichtigsten Orte des Atolls Tarawa, des Hauptatolls des Inselstaates Kiribati. In Bairiki befinden sich die meisten Gebäude der Regierung von Kiribati, weshalb der Ort von einigen, vor allem deutschsprachigen, Quellen auch als Hauptstadt des Inselstaates bezeichnet wird. Die Hauptstadt ist jedoch der Distrikt South Tarawa, der Bairiki und die benachbarten Inseln einschließt.
In Bairiki finden sich neben dem Post- und Telefonamt ein kleiner Hafen – der Haupthafen des Inselstaates liegt auf der Nachbarinsel Betio – und ein Campus der University of the South Pacific mit 3000 Studenten.
Einschließlich des Bairiki Causeway (Straßendamm, 3,6 Hektar) und der Werft mit Hafenpier (1,4 Hektar) hat die Insel eine Fläche von 51,0 Hektar. Im Osten liegt die Insel Nanikai, im Westen Betio. Die Inseln sind durch Straßendämme (causeways) miteinander verbunden.
| Zensus    | 1978 | 2005 | 2010 | 2015 | 2020 |
| --------- | ---- | ---- | ---- | ---- | ---- |
| Einwohner | 1956 | 2766 | 3524 | 3218 | 3522 |